# Berndt Egerbladh

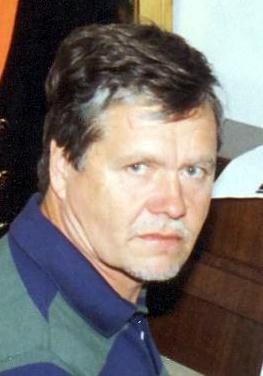
Berndt Egerbladh (1993)

Berndt Erik Egerbladh (* 1. Mai 1932 in Transtrand, Schweden; † 2. März 2004 in Sollentuna) war ein schwedischer Komponist, Jazzpianist und Fernsehmoderator.

## Leben
Bernd Egerbladh war der Sohn des schwedischen Genealogen Ossian Egerbladh. Seine Nichte war die Tänzerin und Komponistin Birgitta Egerbladh. Er wuchs in Umeå auf. Als autodidakter Pianist spielte er in Jazzlokalen und Tanzkapellen. 1954 bestand er sein Staatsexamen zum Grundschullehrer und 1959 zum Fachlehrer. Bis 1967 lehrte er. Anschließend war er als Musikproduzent bei Sveriges Radio Umeå tätig, bevor er 1969 vom schwedischen Fernsehsender SVT 2 abgeworben wurde. Dort übernahm er die musikalische Leitung für Programme von Östen Warnerbring und Cornelis Vreeswijk.
Ab 1974 übernahm Egerbladh als Moderator die Fernsehshow Två och en flygel. Von der ersten Ausstrahlung am 24. März 1974 bis zur letzten Ausstrahlung am 31. Dezember 1990 übernahm er in über 100 Folgen die Moderation, wobei er in jeder Folge einen musikalischen Gast empfing, mit dem er gemeinsam am Piano musizierte. Der erste Gast war die Schauspielerin und Sängerin Grynet Molvig. Bis zum letzten Gast Lill-Babs nahmen unter anderem Siw Malmkvist, Lars Forssell, Arja Saijonmaa und Brita Borg an der Sendung teil. Großen nationalen Erfolg hatte er mit der Fernsehsendung Jag minns..., die sich in über 30 Ausstrahlungen jeweils der Musik von 1940 bis 1969 widmete.
Egerbladh litt bereits seit einem Jahr an einer Herzkrankheit, als er Ende Februar 2004 einen Herzinfarkt erlitt. Er wurde ins Krankenhaus eingeliefert, wo er nach einer Woche am 2. März 2004 im Alter von 71 Jahren verstarb. Er hinterließ seine Ehefrau, zwei Töchter und zwei Enkelkinder. Zu seiner Trauerfeier erschienen 230 Personen, darunter auch die ehemalige Staatsministerin Ingela Thalén, die Schauspielerin Lena Nyman, die Sängerin Ann-Kristin Hedmark und der Schauspieler Janne Carlsson.

## Filmografie (Auswahl)
- 1971: Verbotene Früchte der Erotik (Exponerad)
- 1975: Der Junge mit den Goldhosen (Pojken med guldbyxorna)
- 1981: Pelle Ohneschwanz (Pelle Svanslös)
- 1985: Pelle auf großer Fahrt (Pelle Svanslös i Amerikatt)

## Diskografie
- Fanfar (1962)
- Schizo (1964)
- But When I Started to Play (1966)
- Plays the Organ with a Swing (1968)
- Snövit Och Dom Sju Dvärgarna – En popmusical (1973)
- Nybyggarland (1973)
- Kristallen den fina (1974)
- African Suite (1975)
- Var mig nära (1975)
- Ja visst gör det ont (1976)
- As time goes by (1984; gemeinsam mit Palle Danielsson und Johan Norberg)
- Live at Borgholm Strand (1985)
- A Boy Full of Thoughts (1989)
- Twosome (1992)
- Night pieces (1992)
- Mousse au Chocolat (2001)
- Sweet & Lovely (2002)